# Ханифин, Ноа
Ноа Ханифин (англ. Noah Hanifin; 25 января 1997, Бостон, США) — американский хоккеист, защитник клуба НХЛ «Вегас Голден Найтс» и сборной США.

## Игровая карьера
На молодежном уровне выступал за команду США до 17 лет, базирующуюся в Мичигане. После получения среднего образования стал выступать за Бостонский колледж в возрасте 17 лет, став вторым самым молодым игроком команды в истории. В 2014 году в составе юниорской сборной США стал чемпионом мира.
На драфте НХЛ 2015 года рассматривался в тройке фаворитов и как лучший доступный защитник. В результате был выбран под общим 5-м номером командой «Каролина Харрикейнз». Сразу же подписал 3-летний контракт новичка и стал основным защитником команды.
6 марта 2024 года в результате трехстороннего обмена между «Калгари Флеймз», «Филадельфией Флайерз» и «Вегас Голден Найтс» был обменян в «Вегас» в обмен на защитника Даниила Мироманова. 11 апреля 2024 года подписал с новой командой 8-летний контракт на сумму $58,8 млн.

## Статистика
| Легенда | Легенда                    | Легенда | Легенда                   | Легенда | Легенда    |
| ------- | -------------------------- | ------- | ------------------------- | ------- | ---------- |
| И       | Количество проведённых игр | Штр     | Штрафное время            | +/−     | Плюс-минус |
| Г       | Голы                       | П       | Голевые передачи          | О       | Очки       |
| -       | Статистика неизвестна      | —       | Статистика не учитывалась |         |            |